# Národní park Kerinci Seblat
Národní park Kerinci Seblat je největší národní park na ostrově Sumatra. Jeho celková rozloha činí 13 791 km2 a leží na území čtyř provincií: Západní Sumatra, Jambi, Bengkulu a Jižní Sumatra.

## Geografie
Park zahrnuje velkou část Barisanského pohoří, jež se táhne podél západního pobřeží Sumatry. Nachází se zde i nejvyšší vrchol ostrova a jedna z více než pěti aktivních sopek na území parku – Kerinci (3 805 m). V národním parku Kerinci Seblat jsou k vidění horké prameny, řeky s peřejemi, jeskyně, vodopády i nejvýše položené kalderové jezero jihovýchodní Asie – Gunung Tujuh. Parkem rovněž prochází velký sumaterský zlom, díky němuž je přitažlivý i pro geology.

## Flóra a fauna
Park hostí rozmanitou flóru i faunu. Roste zde přes 4 000 rostlinných druhů, včetně raflézie Arnoldovy (Rafflesia arnoldii), jež drží rekord největšího samostatného květu, a zmijovce titánského (Amorphophallus titanum), jenž je pro změnu rostlinou s největším nevětveným květenstvím.
Žije zde populace tygrů sumaterských (Panthera tigris sumatrae) a v rámci Global Tiger Initiative je park pokládán za jednu z 12 nejvýznamnějších rezervací pro ochranu tygrů. Největší množství tygrů sumaterských žije právě v Kerinci Seblat, s celkovým počtem 165–190 jedinců. Tygři zároveň obývají přes 80 % parku, což je v porovnání s dalšími rezervacemi výjimečné. V národním parku Kerinci Seblat žije více tygrů než v Nepálu, Číně, Laosu, Kambodži a Vietnamu dohromady.
Park hostí i další druhy kočkovitých šelem, jako je levhart Diardův (Neofelis diardi), kočka mramorovaná (Pardofelis marmorata), kočka bengálská (Prionailurus bengalensis) a kočka Temminckova (Catopuma temminckii). Poslední jmenovaná zde žije obzvlášť hojně, poněvadž obývá zalesněné i otevřené biotopy. Z území parku pochází raritní snímek zachycený fotopastí, na němž matka kočky Temminckovy přenáší své mládě v tlamě.
Mezi další ohrožená zvířata patří dhoul (Cuon alpinus), slon sumaterský (Elephas maximus sumatranus), tapír čabrakový (Tapirus indicus) a medvěd malajský (Helarctos malayanus). Na začátku 21. století zde byl po více než 70 letech znovuobjeven muntžak sumaterský, možná samostatný druh Muntiacus montanus.
Oblast Kerinci je domovem více než 300 druhů ptáků, včetně 17 z 20 endemitů Sumatry. Žije zde kukačka zelená (Carpococcyx viridis), jež byla podobně jako muntžak v průběhu 20. století dlouhodobě nezvěstná.
V 80. letech 20. století zde žila populace asi 500 nosorožců sumaterských (Dicerorhinus sumatrensis), ale kvůli pytláctví je nyní pokládána za vyhynulou.

## Hrozby
Národní park byl vyhlášen v roce 1982 a vznikl sloučením řady ochranných lesů (neboli hutan lindung) a malých přírodních rezervací, jeho hranice však byly právně vymezeny až koncem 90. let 20. století. 
Spolu s národními parky Bukit Barisan Selatan a Gunung Leuser tvoří součást přírodního dědictví UNESCO: tropický deštný les Sumatry. Od roku 2011 je však na seznamu světového dědictví v ohrožení.
Národní park Kerinci Seblat je jako přírodní dědictví hodnocen také v rámci ASEAN.